# Tuna församling, Uppsala stift
Tuna församling är en församling i Uppsala kontrakt i Uppsala stift i Svenska kyrkan. Församlingen ligger i Uppsala kommun i Uppsala län och ingår i Rasbo pastorat.

## Administrativ historik
Församlingen har medeltida ursprung och utgjorde under medeltiden ett eget pastorat för att därefter senast från 1500-talet till 1962 vara moderförsamling i pastoratet Tuna och Stavby. Från 1962 till 1972 var församlingen annexförsamling i pastoratet Alunda, Tuna och Stavby. Från 1972 var den annexförsamling i Rasbo pastorat.

## Kyrkor
- Tuna kyrka